# Вторичный гиперальдостеронизм
Вторичный гиперальдостеронизм — патологическое состояние, характеризующееся повышенной продукцией альдостерона, в патогенезе которого главную роль играет развитие отека, и не связанное с нарушением функции клубочковой зоны коры надпочечников.
При нарушении сократительной способности миокарда развивается отек — являющийся важным симптом сердечной недостаточности.
Вследствие снижения УОК(ударного объема крови) и МОК(минутного объема крови) происходит перераспределение крови, развивается волюмодифицит.
Возникает гиперфункция клубочковой зоны коры надпочечников обусловленная различными механизмами:
1. При раздражении объемных рецепторов в сердца, дуге аорты и других рефлексогенных зон, происходит рефлекторному повышению выделения альдостерона.
2. Снижение МОК, также резко снижает почечный кровоток (вплоть до −25 %), гиперактивируется РААС (ренин-ангиотензин-альдостероновая система), которая стимулирует функцию коры надпочечников, увеличивая выработку альдостерона клубочковой зоной.
3. Уменьшение печеночного кровотока создает условия для увеличения времени нахождения альдостерона в крови, так как снижается активность гидролитических ферментов, инактивирующих избыточное содержание альдостерона.
Вследствие этого, возникает вторичный альдостеронизм, так как причина активации функции коры надпочечников связана с уменьшением функции сердечной мышцы, а не гиперпродукцией альдостерона, как например при синдроме Конна.